# 3555 Miyasaka
3555 Miyasaka è un asteroide della fascia principale. Scoperto nel 1931, presenta un'orbita caratterizzata da un semiasse maggiore pari a 2,7350535 UA e da un'eccentricità di 0,2355454, inclinata di 9,46404° rispetto all'eclittica.
L'asteroide è dedicato all'astronomo giapponese Seidai Miyasaka.